# Sistema de Identificación Automática

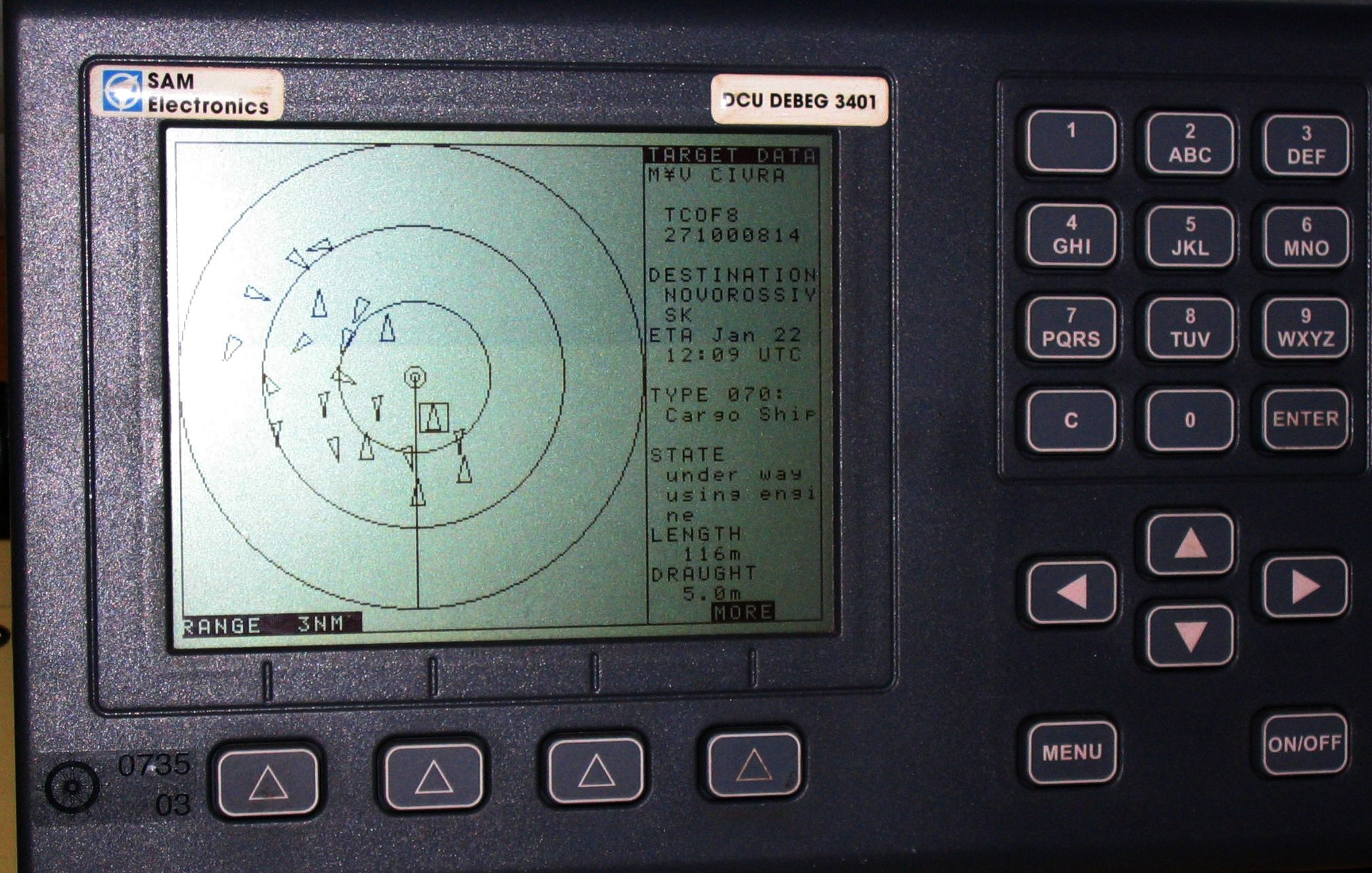
Un equipo dotado de AIS muestra la distancia y el rumbo de los barcos cercanos en un formato similar al radar.

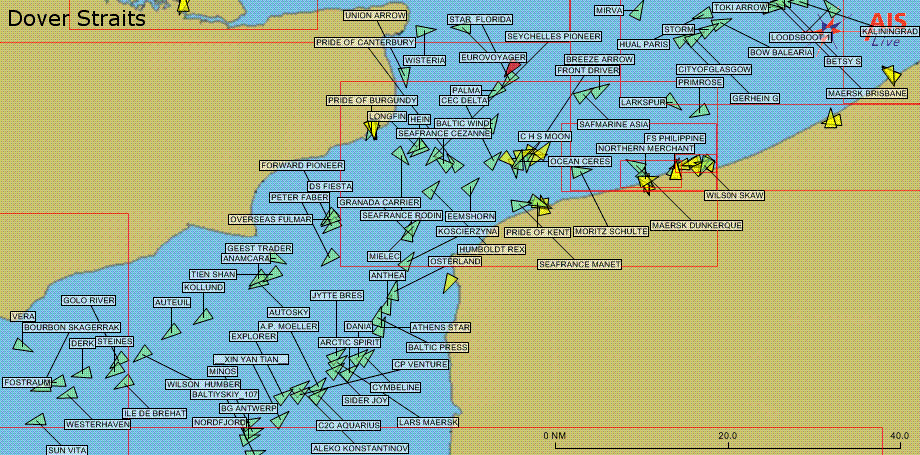
Pantalla de ordenador mostrando tráfico marcado por AIS.

AIS corresponde a las siglas anglosajonas de Automatic Identification System (en español, Sistema de Identificación Automática, pudiéndose encontrar como SIA). El objetivo fundamental del sistema AIS es permitir a los buques comunicar su posición y otras informaciones relevantes para que otros buques o estaciones puedan conocerla y evitar colisiones.
Es importante saber que la pantalla del AIS no es un reflejo fiel de la realidad ya que un buque militar no está obligado al uso del sistema, que el equipo de una embarcación puede estar fuera de servicio, por tanto puede existir un riesgo de abordaje y no advertirse en la pantalla de este equipo.
Los sistemas existentes con anterioridad eran el radar, la comunicación por radio, los avisos sonoros, los avisos visuales, y más modernamente la comunicación vía satélite.

## Usos del AIS
AIS puede ser utilizado desde distintas plataformas:
- Barcos de gran tonelaje, estándar AIS A.
- Barcos de pequeño tonelaje, estándar AIS B.
- Estaciones base en tierra.
- Elementos de ayuda a la navegación (AtoN).
- Aeronaves de búsqueda y rescate.

## Obligatorio
El AIS fue aprobado por la OMI (IMO en inglés) en el 2002 con un calendario de implementación según las características del buque, comenzando el 31 de diciembre de 2004. El estándar AIS es obligatorio para los buques sometidos al Convenio SOLAS con las siguientes características:
- Buques con arqueo bruto superior a 500 GT;
- Buques en viaje internacional con arqueo bruto superior a 300 GT;
- Todos los buques de pasaje, independientemente de su tamaño.

Según la Directiva europea 2002/59/E en su artículo 2:

«Ámbito de aplicación

1. La presente Directiva se aplicará a los buques de un arqueo bruto igual o superior a 300 toneladas, siempre que no se establezca otra cosa.

2. La presente Directiva no se aplicará a:

a) los buques de guerra, unidades navales auxiliares u otros buques propiedad de un Estado miembro o que estén a su servicio y presten servicios públicos de carácter no comercial;
b) los barcos de pesca, los buques tradicionales y las embarcaciones de recreo de una eslora inferior a 45 metros;
c) los buques cisterna de menos de 5000 toneladas, las provisiones de a bordo y el equipo a bordo de los buques.»
Parlamento Europeo, 2011

Existe una versión reducida del AIS (Clase B) para embarcaciones deportivas, con menores prestaciones pero más económica. No se pueden utilizar en embarcaciones de porte.

## Futuras directivas
Está en fase de aprobación una directiva europea que cambiará la Directiva 2002/59/E, haciendo obligatorio el uso de AIS para buques de pesca, con el siguiente calendario de implementación:
- Pesqueros entre 24 y 45 metros de eslora: no más tarde que 3 años desde la entrada en vigor de la Directiva;
- pesqueros entre 18 y 24 metros de eslora: no más tarde que 4 años desde la entrada en vigor de la Directiva;
- pesqueros entre 15 y 18 metros de eslora: no más tarde que 5 años desde la entrada en vigor de la Directiva;
- pesqueros de nueva construcción de más de 15 metros de eslora: no más tarde que 18 meses desde la entrada en vigor de la Directiva.

El AIS para embarcaciones de náutica de recreo y por tanto no sometidas al Convenio SOLAS, y que no son embarcaciones de pesca, dice:

«La armonización de los servicios de radio contribuye a incrementar la seguridad de la navegación de los buques no sujetos al Convenio SOLAS, especialmente en caso de peligro y de situaciones de seguridad, por lo que los Estados miembros invitan a dichos buques a participar en el AIS.»
Decisión de la Comisión, de 25 de enero de 2005, 2005/53/CE.

Esta decisión incide en la dirección de establecer el AIS también como un elemento indispensable en los buques más pequeños.
El hecho de que la Llamada Selectiva Digital (LSD, o DSC en inglés) sea obligatoria desde comienzo de 2008 (en España, a partir del Real Decreto 1185/2006, de 16 de octubre), es el comienzo hacia la implementación de medidas de seguridad del tipo AIS.

## AIS frente a otros sistemas de ayuda a la navegación

### Radar
El radar utiliza un sistema que permite reconocer objetos distintos al mar. Por tanto facilita la detección de otros buques, objetos flotantes y tierra. Pero a diferencia del AIS no los identifica sino sólo marca su presencia. Existen sin embargo, algoritmos que asimilan información de radar a barcos -sistema DARPA-. Otras diferencias fundamentales son la cobertura de la señal y la potencia consumida.
Un AIS permite ver sobre una pantalla de un ordenador o PC las embarcaciones a nuestro alrededor, con datos adicionales tales como nombre, MMSI, puerto destino, etc. Algunos puertos incorporaron transmisores AIS a las boyas de canal, lo que permite graficarlas en pantalla y usarlas como una nueva ayuda a la navegación. Hasta aquí parecería un radar, pero algunos expertos opinan que puede ser un tanto mejor. Un AIS puede por ejemplo darnos información de un buque que esté detrás de un meandro de un río, dicho buque permanecería oculto al radar que posee ondas más direccionales. No obstante siempre hay que tener en cuenta que el AIS sólo recibe la información que el otro buque/ objeto transmita. No aparecerán aquellos buques/ objetos que no transmitan sus datos a nuestro AIS; mucho menos objetos flotantes como boyas sueltas u otros obstáculos. 
El radar y el AIS son sistemas completamente diferentes y no se pueden comparar, por lo tanto los calificativos: mejor, peor, superior, inferior, ventaja o desventaja, etc. son incorrectos por inducir al error. Por ejemplo, el radar ofrece demoras verdaderas, el AIS depende del GPS y este depende de cúantos satélites ve, de su señal e información, y sobre todo, el AIS depende de que otros buques posean sus propios transmisores de AIS funcionando. El AIS no reemplaza al observador ni al radar, pues este último accesorio no depende de que el objeto observado u objetivo transmita su señal, solo depende de que sea visible a su onda electromagnética y que sea reflejada. El sistema ARPA puede conducir un buque de manera automática dando respetos a los objetos encontrados en la derrota sean fijos o móviles y maniobrando en consecuencia, pero tampoco sustituye al observador.
En definitiva, el radar y el AIS son complementarios, no sustitutivos.

### Comunicación vía satélite
Es posible hoy en día que los barcos efectúen sus comunicaciones vía satélite, con el sistema Inmarsat, por ejemplo. Es posible utilizarlos para comunicar la posición de los buques, como es el caso de la caja azul de los pesqueros en la UE. Pero no es un sistema eficiente para la localización de buques en el entorno ya que haría falta que toda la información se comunicara primero a un sistema central que procesara la información. Además las comunicaciones vía satélite utilizadas de forma continua -como el AIS- sería un gasto muy elevado. Es posible sin embargo enviar información AIS vía satélite, si bien existe el sistema LRIT (Long Range Identification and Tracking) a esos efectos.

### Comunicación vía VHF
Hasta hoy en día cuando se divisa un buque solo hay una forma de dirigirse a él: Hacer una llamada vía radio VHF al canal 16 y dar los datos identificativos que se pueda -en ocasiones muy pocos, basados en la posición relativa de nuestro propio buque- y confiar en que exista respuesta. Incluso el sistema de llamada selectiva digital depende de la respuesta del otro buque.
AIS es de hecho el canal de datos del VHF y facilita la comunicación entre buques ya que es posible dirigirse a un buque utilizando su señal de llamada o call sign, conociendo su eslora, nombre, MMSI, rumbo y posición exacta. También puede incorporar datos de boyas de canal o de peligro y transmitirlas a los sistemas de cartografía electrónicos o ECDIS.

### Avisos visuales y sonoros
Notablemente mejorados por la información del AIS, si bien todavía insustituibles en ciertas ocasiones. El AIS permite (al igual que ciertos radares modernos) establecer un rango de alerta o TCPA (Time to closest point of approach) que nos avisa de que estamos demasiado cerca de otro buque, permitiendo que realicemos maniobras evasivas o bien alertemos al otro buque del riesgo. 

## Ventajas
- El alcance es mucho mayor.
- Además de ver que existe un barco se muestran muchos de sus datos identificativos, rumbo y velocidad.
- Los datos son desplegados sobre cartografía electrónica o vectorial, aportando información muy superior a la del radar.
- Además de aportar información muy valiosa, los datos de AIS se ven claramente y no se confunden con otros blancos, cosa que sí ocurre en el caso del radar (olas, rocas, etc.).
- El AIS puede calcular por sí solo el TCPA (punto de colisión) y programarse para emitir una alarma con tiempo suficiente para evitarlo
- En navegación fluvial, el AIS puede recibir la transmisión de buques cercanos, invisibles al radar por culpa de los meandros del río
- El consumo energético es muy reducido.
- Su precio es también muy pequeño comparado con otros sistemas de seguridad a bordo.
- Toda la información puede llegar vía Internet a cualquier PC en tierra, vía señales VHF a las embarcaciones, y es gratuita en ambos casos.

## Tecnología
Los sistemas AIS transmiten los datos del buque mediante un emisor VHF (propio del buque, o dedicado al AIS) utilizando los canales 87B y 88B (161.975MHz y 162.025MHz) de la banda de VHF marina, mediante una modulación de desplazamiento mínimo gaussiana (GMSK) de 9,6 kbit/s en canales de 25 kHz utilizando el protocolo de paquetes de control de enlace de datos de alto nivel (HDLC). Aunque solo es necesario un canal de radio, cada estación transmite y recibe a través de dos canales para evitar problemas de interferencia y para permitir que los canales se desplacen sin pérdida de comunicaciones de otros barcos. El sistema proporciona una resolución de contención automática entre sí mismo y otras estaciones, y la integridad de las comunicaciones se mantiene incluso en situaciones de sobrecarga gracias a una tecnología llamada SOTDMA, definida para el funcionamiento autónomo de la red en alta mar, evitando interferencias. Esta tecnología es una versión mejorada del TDMA comúnmente utilizado en telefonía celular. La definición técnica completa de SOTDMA se puede encontrar en UIT-R M.1371-4 Anexo 2.
Los elementos clave de la operación SOTDMA son los siguientes:
- Todas las estaciones comparten una referencia de tiempo común (derivada del tiempo de GPS) asegurando que todas puedan determinar con precisión la hora de inicio de cada intervalo ("slot") TDMA.

- Cada transmisión de datos incluye la indicación del intervalo TDMA que será utilizada por la estación transmisora para transmisiones posteriores. Esto permite a las estaciones receptoras construir un "mapa" de qué ranuras están "en uso" por cada estación, y cuáles están "vacantes".
- Cada estación evita transmitir mientras otras estaciones realizan sus propias transmisiones. Esto evita que dos estaciones dentro del alcance de la otra se interfieran.
- A medida que las estaciones móviles se mueven de un área a otra, encuentran nuevas estaciones con diferentes asignaciones. Esto puede hacer que la estación modifique su propia asignación, lo que lleva a un sistema dinámico y autoorganizado en el tiempo y el espacio.

SOTDMA también proporciona una gestión dinámica y autónoma de la capacidad en áreas ocupadas. Si se produce una situación en la que todos los espacios TDMA están ocupados, se aplican las reglas de "reutilización de espacios". Esto permite que los intervalos ocupados por las estaciones más distantes a una estación móvil particular se reutilicen para sus propias transmisiones. Esto reduce efectivamente el tamaño de una "celda" AIS y asegura que los informes de posición de las embarcaciones más cercanas (que son más relevantes para la seguridad de la navegación) no se vean afectados.
Los requisitos de hardware esenciales para admitir SOTDMA son:
- Transmisor VHF capaz de operar en cualquier canal AIS en la banda marina VHF
- Dos receptores VHF capaces de operar en cualquier canal AIS en la banda marina VHF
- Decodificación a tiempo completo de todos los mensajes recibidos para completar un mapa de intervalos interno
- Receptor GPS para proporcionar una referencia de tiempo
- Memoria suficiente (RAM) para almacenar un mapa de intervalos durante al menos cinco minutos de asignaciones de intervalos TMDA (el estado de asignación para 22500 intervalos TDMA)

Diseñado para dispositivos de Clase A, SOTDMA transmite datos de la siguiente manera:
- El dispositivo AIS busca intervalos disponibles en el mapa de intervalos AIS
- Reserva espacio disponible
- Transmite datos en el intervalo reservado y notifica a otros equipos AIS de su intención de usar este intervalo para la próxima transmisión

#### AIS Clase B
Los transceptores de clase B son más pequeños, más simples y de menor costo que los transceptores de clase A. Cada uno consta de un transmisor VHF, dos receptores de acceso múltiple por división de tiempo con detección de portadora VHF (CSTDMA), ambos alternando como el receptor de Llamada selectiva digital (DSC) y una antena activa de GPS. Aunque el formato de salida de datos admite información de rumbo, en general las unidades no están interconectadas con un compás magnético ni girocompás, por lo que estos datos rara vez se transmiten. La salida es el flujo de datos AIS estándar a 38.400 kbit/s, como formatos NMEA mediante interfaz NMEA 0183. Para evitar la sobrecarga del ancho de banda disponible, la potencia de transmisión se limita a 2 W, lo que da un rango de aproximadamente 5 a 10 millas.